# Gare de Lannemezan
Gare de Lannemezan vasútállomás Franciaországban, Lannemezan településen.

## Vasútvonalak
Az állomást az alábbi vasútvonalak érintik:
- Toulouse–Bayonne-vasútvonal

## Kapcsolódó állomások
A vasútállomáshoz az alábbi állomások vannak a legközelebb:
- Gare de Capvern
- Gare de Montréjeau - Gourdan-Polignan